# ミッキーの東京ディズニーランド大冒険
『ミッキーの東京ディズニーランド大冒険』（ミッキーのとうきょうディズニーランドだいぼうけん）は、1994年12月8日に日本のトミーから発売されたスーパーファミコン用横スクロールアクションゲーム。
ディズニーキャラクターであるミッキーマウスを操作し、遊びに行ってしまった仲間たちを呼び集めるために東京ディズニーランドで冒険するという内容。実在する東京ディズニーランドのアトラクションを題材としている他、水風船とガス風船の使い分けが必要な事を特徴としている。
開発はグラフィックリサーチが行い、音楽はビック東海のメガドライブ用ソフト『バトルマニア大吟醸』（1993年）を手掛けた益子重徳が担当している。

## ゲーム内容

### システム
横スクロール方式のアクションゲーム。最大の特徴は2種類の風船を使ったアクションである。
水風船
横方向へ投げる事ができる青色の風船。敵への攻撃の他、ボタンを最大までためた後にしゃがみながら放すと床に置くことが可能で、スイッチを固定するための重りやジャンプ台（上部に壊すことができる岩があった場合、ヘッドバットで破壊できる）、上昇気流を通過するための足場として使用することができる。
ガス風船
上方向へ投げる事ができるオレンジ色の風船。敵への攻撃の他、ボタンを最大までためると空中を飛ぶことが可能で、方向キーを押しながら放すとジェットの要領で突進することができる。この状態で敵にタックルしても逆にミッキーがダメージを受けてしまうので注意。斜め下にジェットダッシュして床に着地した場合はスライディングとなり、この時なら敵を体当たりで倒せる他、歩いて進めない場所を潜り抜けることができる。

### その他
実際の東京ディズニーランドとの相違点
ゲームということもあって、実際の東京ディズニーランドとは異なる点がある。
発売された1994年当時に実在したテーマランド・アトラクションを題材としているため、1996年4月15日にオープンしたトゥーンタウンは登場しない。また、シンデレラ城ミステリーツアーは2006年4月5日に終了している。
また、発売された1994年当時は大規模小売店舗法に基づき、東京ディズニーランドは休園日を設定していたが、2000年に同法が廃止されたため、災害などの緊急時を除き、東京ディズニーランド並びに東京ディズニーシーが閉園することはない。
なお、ゲーム内でピートがディズニーランドへの出演を願っている場面があるが、長らくどのアトラクションやショーにもピートが実際に出演することはなかった。しかし、2023年にカリフォルニア州のディズニーランド、2024年に東京ディズニーランドでそれぞれデビューを果たしている。

## 設定

### ストーリー
東京ディズニーランドがお休みの日、ミッキーとその仲間達はゲストのために歌や踊りの練習をしている。しかしある休園日、いつものようにショーの練習にやってきたのはミッキー1人のみ。疑問に思っているところへミニーマウスが現れ、ピートが他のキャラクター達に今日の練習は休みだと嘘を教え、みんなが東京ディズニーランド内のアトラクションへ遊びに行ってしまったことを告げる。ミッキーは仲間達を呼び集めるため、ミニーから受け取った、ショーに使う風船を駆使してアトラクションに挑む。

### ステージ構成
LEVEL1 カリブの海賊（アドベンチャーランド）
エリア1：洞窟／エリア2：港町／エリア3：海
ボスは海賊ピート。
みんなとはぐれたデイジーダックがいる。
LEVEL2 ビッグサンダー・マウンテン（ウエスタンランド）
エリア1：登山道／エリア2：山上／エリア3：炭鉱
ボスは機関士ピート。
デイジーを待っていたドナルドダックがいる。
LEVEL3 スプラッシュ・マウンテン（クリッターカントリー）
エリア1：地底湖／エリア2：河川敷／エリア3：滝つぼ
ボスは木こりの姿をしたジャングルピート。
疲れて休憩していたグランマダックがいる。
LEVEL4 ホーンテッドマンション（ファンタジーランド）
エリア1：ストレッチングルーム／エリア2：屋敷／エリア3：墓場
ボスは紳士の亡霊姿をしたゴーストピート。
グランマを待っていたスクルージ・マクダックがいる。
LEVEL5 スペース・マウンテン（トゥモローランド）
エリア1：エスカレーター／エリア2：建物内／エリア3：宇宙
ボスは宇宙服を着たスペースピート。
グーフィーが遊びに来ている。彼はピートに騙される以前に、そもそもショーの練習があったこと自体を忘れていた。
LEVEL6 シンデレラ城ミステリーツアー（ファンタジーランド）
ステージは全てシンデレラ城内が舞台となる。
ボスは魔王ホーンドキングに扮した魔王ピート。
プルートが待っている。

## 評価
ゲーム誌『ファミコン通信』の「クロスレビュー」では、6・5・6・5の合計22点（満40点）、『ファミリーコンピュータMagazine』の読者投票による「ゲーム通信簿」での評価は以下の通り、18.8点（満30点）となっている。
| 項目 | キャラクタ | 音楽 | お買得度 | 操作性 | 熱中度 | オリジナリティ | 総合 |
| 得点 | 3.5        | 3.2  | 3.0      | 3.1    | 3.0    | 3.0            | 18.8 |